# Tali Piontek
Tali Piontek (født 25. september 1975) er en dansk-israelsk skuespiller, entertainer og tryllekunstner.
Tali blev uddannet på teaterskolen Center for Kreativitet og Teater i 2007.  
Med en karriere inden for film, fjernsyn og som underholder har Tali Piontek med sit firma  Eventkompagniet, etableret sig som entertainer og danmarks første kvindelige tryllekunster for voksne.

## Karriere
Tali Piontek startede sin karriere som 20 årig hvor hun første gang optrådte med karakteren klovnen Tutu.  
Tali Piontek har præsteret som skuespiller i både film og fjernsyn. Hun har medvirket i filmen "Det stærkeste barn" og TV-showet "Bubbers store Juleshow"  på DR ultra I 2015, samt været tv-vært på "Hitboks" på Kanal København fra 1993 - 1995. 
I 90erne var hun TV vært med sit eget Tv-show som kørte i 1,5 år på Kanal København.  
Hun har også medvirket i film, Lavet julekalender med Bubber til DR Ultra og har herudover medvirket i diverse TV shows på DR1, DR2, "Sexy Business" DR3, "Nydelsens hemmeligheder" DR K, TV 2, TV3 Og kanal 4. 
Hun har stået i front og som konferencier flere år i træk, for større events I Danmark,  så som Københavns Karneval, været fast på Bakken til Pjerrots fødselsdag, World Pride, Aalborg Pride, Northside festival, Smukfest og har flere shows i både ind og udland.
Udover sin karriere som skuespiller har Tali Piontek også bidraget til bogen Listen to us.

## Legater og præmier
- Truxa mindelegatet Arkiveret 21. december 2023 hos  Wayback Machine - som den sidste modtager af legatet i 2022 Arkiveret 21. december 2023 hos  Wayback Machine.

- Årets tryllekunstner i hhv. 2013 Sjællands mesterskabet i børnetrylleri, 2014 Sjællands mesterskabet i børnetrylleri, 2015 Danmarks mesterskabet i børnetrylleri.